# 回復青春
回复青春是一種假設中透過逆轉或改變老化的过程，使衰老的個體恢復其年輕時所擁有各項生理特徵的一種現象。在历史上很多人都希望可以恢復青春。恢復青春的核心概念為改变生命體年纪越老，健康会转坏的自然現象。依目前認知，人類成年後，器官逐步老化，邁向死亡，而童指的是童年，即未满13岁以下的儿童，所以字面要縮小身體上返老还童是不可能的，較合理的目標是回復青年。这种说法目前也只能是一種假想。科学家在动物实验结果证明透過熱量控制可以延缓衰老，部分科学家更是大胆预测，只要人類掌握足以忽略或扭轉衰老的技術，防止細胞衰老或修復衰老的細胞，即可防止甚至逆轉人體老化和衰老來恢復青春。
另外達成長生不老或生命延續或許是不可能的，即使有可能，要達到此種狀態可能也相當困難。科羅拉多大學波德分校研究員Jesse Kurland的博士論文指出，老化是個影響基因網路的複雜程序，因此改變單一或數個基因不能停止老化。